# Entfremdung
Entfremdung oder Alienation bezeichnet einen individuellen oder gesellschaftlichen Zustand, in dem eine vormals feste, nicht in Frage gestellte Beziehung des Menschen aufgehoben, verkehrt, gestört oder zerstört wird. Dies kann die Beziehung eines Menschen zu sich selbst – im Sinne einer Selbstentfremdung –, zu seinen Mitmenschen, zur Natur, zu seiner Arbeit oder dem Produkt seiner Arbeit betreffen.
Der Begriff ist zentraler Bestandteil unter anderem der Kulturkritik, der Gesellschaftskritik, der Wachstumskritik sowie des Primitivismus. Entfremdung ist außerdem Thema vieler Romane und anderer künstlerischer Werke.

## Etymologie
Der Begriff geht auf die lateinischen Wörter alienatio (Entfremdung, Entäußerung, das Weggeben einer Sache in fremden Besitz, Abfall) und alienare (veräußern, entfremden, entzweien, in fremde Gewalt bringen, in fremde Hände geben) zurück, womit die klassische bürgerliche englische politische Ökonomie die „Veräußerung“ eines Gegenstandes, der dadurch seinem Produzenten „entfremdet“ wird, und die naturrechtlichen Theorien vom Gesellschaftsvertrag des 18. Jahrhunderts die „Übertragung“ (Die Veräußerung, den „Verlust“) der ursprünglichen Freiheit an eine dem Individuum fremd gegenüberstehende Macht (Gesellschaft, Herrscher) bezeichnen.

## Überblick
1. „Entfremdung“ ist der gesellschaftlich vorangetriebene und unumkehrbare Prozess der Aneignung der Natur und ihrer materiellen und geistigen Umgestaltung zu Kultur samt den Institutionen, die fremdbestimmt wirken, sobald sie die Menschen beherrschen und sich ihren individuellen und kollektiven Wünschen entgegenstellen.
2. Als „Entfremdung“ wird auch das individuelle und der Steigerung fähige Gefühl der Vereinzelung und Abgegrenztheit von allen anderen Lebewesen und Dingen bezeichnet, zu dem Menschen kraft ihrer Selbstreflexion in der Lage sind, und das durch psychische Konstrukte zu überbrücken versucht wird. Verbindungen zwischen diesen Aspekten bestehen insbesondere in der notwendig eingenommenen Gegenposition des Menschen zur Natur und den resultierenden Gefühlen von Vereinzelung und Abgegrenztheit des einzelnen Menschen von allem anderen.
3. „Entfremdung“ „kennzeichnet ein Fremdwerden (auch ein Fremdmachen), wobei dieses Fremdwerden ein selbstverursachtes ist, die eigene Tätigkeit dessen – ob Individuum, Gruppe oder Menschheit überhaupt –, der sich entfremdet sieht oder gesehen wird, ist Ursache für die Entfremdung, wie es das Eigene (oder Angeeignete) ist, das fremd erscheint oder wirkt.“ (Achim Trebeß)
4. Entfremdung ist ein zentraler Kritikpunkt am Kapitalismus, vor allem bei Karl Marx; ausgehend von Hegel. Er argumentiert im Rahmen seiner Kritik der Arbeit, dass der Mensch – durch die nur an Profit (bzw. Mehrwert) orientierte Produktion – von seinem Produkt wie auch von sich selbst entfremdet wird, siehe auch Entfremdete Arbeit, Verdinglichung und Entäußerung.
5. „Entfremdungsprozesse sind in jeder Entwicklung unvermeidlich. Überwindung von Entfremdung gehört daher zur Entwicklung von Subjektivität als anthropologische Konstante. Aber der Mensch ist immer auch gefährdet, Entfremdung nicht mehr zu überwinden.“ (Jonas Wollenhaupt)[4]
6. „Der Begriff der Entfremdung ist für Sozialpsychologie, Soziologie und Sozialphilosophie unverzichtbar. Einerseits könnte sonst soziales Leid kaum adäquat beschrieben werden, andererseits ist Entfremdung ein historisch wiederkehrendes Gefühl, das für kritische Gesellschaftstheorien nicht zu entbehren ist. Entfremdung markiert außerdem eine ethisch notwendige Größe Kritischer Theorie.“ (Jonas Wollenhaupt)[4]

## In der Philosophie
Der Begriff der Entfremdung ist ein Grundbegriff der Philosophie. Seine Ursprünge sind bis in die griechische Antike zurückzuverfolgen. So lässt sich bereits bei Aristoteles die Unterscheidung zwischen Muße und dienstbaren Tätigkeiten ausmachen. Letztere sind grundsätzlich entfremdend, da das Subjekt in seiner Tätigkeit nicht bei sich ist. In den philosophisch-theologischen Theorien der Gnosis und des Mittelalters wird dann Entfremdung zur Entfremdung von Gott. Diese ist dementsprechend nur durch eine gottgefällige Lebensweise zu überwinden. Erst in der Renaissance wird das Selbst und damit die Selbstentfremdung wieder in den Blick genommen. In der deutschen Philosophie bezeichnete „Entfremdung“ einerseits juristisch und wirtschaftlich das Veräußern von etwas, z. B. von Besitz und Freiheit, und andererseits das sich Lösen vom nur Weltlichen, in Vorbereitung auf das Göttliche. In diesem Sinne war der Begriff positiv markiert und blieb das auch bis ins 19. Jahrhundert, bis zur Romantik und dank der an der Antike orientierten Weimarer Klassik. Der Mensch war durch die Götter in die allumfassende Endlichkeit des Universums eingeordnet. Die Begeisterung der Romantik für das Mittelalter brachte die negativ konnotierte Entfremdung als Kehrseite der Freiheit mit.

Entfremdung konnte aber auch bedeuten, Gott entfremdet zu sein, in Körperliches und Sinnliches verstrickt zu sein und damit den prinzipiell erlösungsbedürftigen Zustand menschlicher Existenz aufzeigen. Für Martin Luther (1545) und später Friedrich Wilhelm Joseph Schelling (1841) ist das Leben der Heiden in „Gottesferne“, „Unglaube“, „Unwissenheit“ und „Verblendung“ das entfremdete Leben. In der Bibel, im Brief des Paulus an die Epheser (4.18) heißt es: 

„Ihr Verstand ist verfinstert, und sie sind entfremdet dem Leben, das aus Gott ist, durch die Unwissenheit, die in ihnen ist, und durch die Verstockung ihres Herzens.“

Im 17. Jahrhundert bezeichnet Blaise Pascal den Menschen als im unendlichen Weltall kosmisch entfremdet. Er stehe in der Mitte zwischen Nichts und All, zwischen unendlichen Extremen, die in Gott vereinigt wären. Da man nicht zu einem dieser Extreme kommen könne, solle man in der Mitte verharren und über diese Abgründe nachdenken. Wie lange zuvor Augustinus und später Søren Kierkegaard plädierte Blaise Pascal für ein christliches Leben, um den durch die Erbsünde gesetzten Zustand einer entfremdeten Welt am besten zu begegnen.
In seinem originären juristisch-wirtschaftlichen Sinne gebraucht auch Jean-Jacques Rousseau den Begriff „Entfremdung“. Das menschliche Individuum ging vom Naturzustand solitärer Freiheit in die Freiheit selbstgegebener Gesetze über. Dieses gesellschaftliche Verhältnis verstellte nun die natürlichen und organischen Beziehungen des Menschen zu seiner Natur, zur äußeren Natur und zu seinen Mitmenschen. Dieser Vorgang war nach Rousseau unumgänglich und ist unumkehrbar.
Ende des 18. Jahrhunderts baut Wilhelm von Humboldt einen anderen Ansatz auf: Der Mensch sei in einem Konflikt, „durch den Anspruch seines inneren Wesens, den Inhalt des Begriffs der Menschheit in Person zu schaffen“, und durch seine Natur, „von sich aus zu den Gegenständen außer ihm überzugehen“. Es komme nun darauf an, „daß er in dieser Entfremdung nicht sich selbst verliere“ (Reinhart Maurer, 1973). Alles Nicht-Ich, das Fremde, ist immer nur das Material und Instrumentarium, das der Mensch zu seiner Entfaltung gebraucht, mit dem er die unendliche Aufgabe zu erfüllen sucht, sich die Welt bewohnbar zu machen. Der Mensch hat unendliche Freiheit in einer auf endliche, erfahrbare Weise unendlichen Welt, in der er als freies Subjekt nie und nirgends ganz zu Hause sein kann.
Zentral ist das Konzept der Entfremdung auch im literarischen Werk von Friedrich Hölderlin (1770–1843), der sich darin, um ihr zu entkommen, immerzu nach Verschmelzung und Wiedervereinigung sehnt.
Bei Georg Wilhelm Friedrich Hegel um 1800 ist Entfremdung Selbstentfremdung, so wie Erkenntnis gleich Selbsterkenntnis ist – ein Prozess, in dem das Selbst seine Wirklichkeit als durch seine Tätigkeit geworden begreift und sich diese seine Wirklichkeit aneignet. Es ist also ein höheres Bewusstsein seiner selbst, der Geist wird im menschlichen Bewusstsein Gegenstand seiner selbst. Dabei treten Subjekt als Selbstbewusstsein und Objekt, als die äußerliche Welt auseinander. Entfremdung ist die Bewegung des sich selbst Wirklichkeit gebenden Subjekts, also Selbstentfremdung. Daraus folgt eine sich sukzessiv höherentwickelnde Durchdringung von Subjekt und Objekt.

Die Aufhebung der Entfremdung sieht Hegel in der „wahrhaft religiösen Versöhnung mit der Wirklichkeit, welche die Philosophie begreift […] nicht aber im Glauben, der Flucht aus dem ‚Reiche der Gegenwart‘ ist.“

„Was der Geist will, ist, seinen eigenen Begriff erreichen (den Ort an dem er theoretisch und praktisch in Harmonie mit dem Ganzen steht); aber er selbst verdeckt sich denselben, ist stolz und voll Genuß in dieser Entfremdung seiner selbst.“

Ähnlich – nur christlich gewendet – sieht der Romantiker Friedrich Wilhelm Joseph von Schelling 1827 die Entfremdung: „das im Menschen sich selbst Bewußte und zu sich Gekommene.“ Vor allem ist es bei Schelling aber auch die Entfremdung von Gott. Damit wird wieder auf den versöhnungsbedürftigen Zustand der Welt nach Vollendung der Schöpfung hingewiesen. Schelling sieht durch das menschliche Bewusstsein einen kosmologisch katastrophalen Fall auf der Welt eingetreten. Bei Schelling besteht eine romantisch-historistische Verknüpfung von Schöpfungslehre, Bewusstseinsphilosophie und theologischer Geschichtsphilosophie.
Für Ludwig Feuerbach ist Religion nur die Projektion des menschlichen Wesens auf ein ihm äußerliches, fremdes Wesen. Gott ist also das entfremdete Wesen des Menschen. Feuerbachs Ziel war es, die Theologie in die Anthropologie aufzulösen. Denn Religion sei eine bloße jenseitige Kompensation der diesseitigen Entfremdung.
Karl Marx gebraucht den Begriff schließlich in einer ganz „weltlichen“ Weise: Der Arbeiter, der seine Arbeitskraft verkauft, produziere nicht nur für sich selbst und sei zufolge der Arbeitsteilung nur ein Glied in der Produktionskette. Das Arbeitsprodukt werde ihm entfremdet, und so entfremde er sich auch von seinen Mitmenschen. In den Waren zeige sich die Verdinglichung der gesellschaftlichen Verhältnisse und das entfremdete Wesen des Daseins, das die Menschen beherrsche, das sie in Form des Geldes zu allem Übel auch noch anbeteten. Ausgang aus dieser Situation gibt es für Marx nur unter veränderten Besitz- und Produktionsverhältnissen. Diese Begriffsverwendung nach Marx hat sich weitgehend durchgesetzt. Dabei nicht zu vernachlässigen ist aber das auch von Marx gemeinte schmerzliche Empfinden eines Mangels von Selbstverwirklichung, das sich bei Entfremdung der Arbeit einstellt.
Weltanschaulich weiter geht noch die „existentielle Erfahrung, ein endgültiges Zuhause noch nicht gefunden zu haben“ (Peter Ehlen, 1976). Dabei handelt es sich um einen psychologischen Zustand der Dissoziation, dessen anderer Bezugspunkt ein Zustand der Vertrautheit, des Heimischseins, der Harmonie und Liebe zu sein scheint. Seit dem 19. Jahrhundert gibt es den Begriff Entfremdung auch als medizinisch-psychiatrischen Begriff für psychische Erkrankungen – bzw. für ein (Teil-)Symptom selbiger.
Ausdruck zweier Strömungen fand der Begriff der Entfremdung im 20. Jahrhundert durch die französischen Dichter und Philosophen Jean-Paul Sartre und Albert Camus. Beide konstatieren ein Gefühl der Entfremdung bedingt aus der Absurdität des menschlichen Lebens. Diese Absurdität entsteht bei ihnen aus dem Widerspruch zwischen dem angestrebten sinnvollen Handeln und der Unerreichbarkeit dieses Ziels. Durch die Revolte gegen die Absurdität der Welt und des Lebens und durch das bewusste Annehmen der Absurdität könne diese überwunden werden. Während Sartre eine gesellschaftliche Revolution im Sinne des Marxismus anstrebt, setzt Camus beim Individuum an, das erst durch eine eigene innere Revolte zur Möglichkeit der Selbsterkenntnis und Selbstverwirklichung im Sinne eines aufgeklärten Humanismus gelangen kann.
Zentrales Thema in den Überlegungen des Philosophen André Gorz ist stets die Frage der gerechten Verteilung der Arbeit, welche Teilhabe ermöglicht. Der Entfremdung entgegenwirken würden somit selbstbestimmte, sinnvolle und erfüllende Tätigkeiten.
Die Leibphilosophie thematisiert die Entfremdung des Menschen von seiner Leiblichkeit und damit von sich selbst. Laut Gernot Böhme behandelt der moderne Mensch den eigenen Körper „wie den Körper des anderen, nämlich von außen“. Vom Leib wisse der moderne Mensch nichts, weshalb er sich „unheimisch“ in ihm fühle. Jens Marxen verbindet die Leibphilosophie mit der philosophischen Lebenskunst und möchte einen „Ausweg aus der Tristesse des entfremdeten Lebens“ aufzeigen. Statt um die „Harmonisierung von Körper, Geist und Seele“ müsse es laut Marxen darum gehen, „die leibliche Wirklichkeit zur Basis des guten Lebens“ zu machen.

## In der Soziologie
Für den französischen Soziologen Émile Durkheim kommt Entfremdung aus dem Verlust gesellschaftlicher und religiöser Traditionen. Für viele europäische Soziologen des ausgehenden 19. und frühen 20. Jahrhundert war Entfremdung ein beherrschendes Thema: die Entfremdung des Menschen von primären sozialen Bindungen (z. B. Familie) durch Individualisierung, die Entfremdung von der Natur durch Urbanisierung, die Entfremdung von der Arbeit durch Technisierung und Rationalisierung. Ferdinand Tönnies hat 1887 in „Gemeinschaft und Gesellschaft“ analysiert, die moderne Gesellschaft zeichne sich gegenüber der sozialen Form der Gemeinschaft in der Gesellschaft durch entfremdete Zweckbeziehungen aus („Man geht in die Gesellschaft wie in die Fremde“). Georg Simmel hat 1900 in seinem Buch „Philosophie des Geldes“ moderne Beziehungen analysiert und kritisiert.
Das Konzept der Gemeinschaft wurde auch als romantisch bezeichnet. Für den Philosophen Martin Heidegger ist es die Seinsvergessenheit. Er sieht den technischen Humanismus als Grund der Entfremdung; dieser sei der selbstentfremdete Teil menschlicher Wesenskräfte, geboren aus dem „Willen zur Macht“. Die technisch und institutionell durchwirkte Zivilisation, in der alles mit allem unübersehbar zusammenhängt und sich dem Einfluss des Einzelnen versperrt, fasst Heidegger in dem Terminus „Gestell“ zusammen.
Die gesellschaftlichen Mechanismen und Abhängigkeiten werden von Theodor W. Adorno und Max Horkheimer sehr genau herausgearbeitet. Die Autoren stellen z. B. gemeinsam in der Dialektik der Aufklärung die These auf, dass die in der Zivilisation erlangte Macht über die Natur nur zum Preis der Entfremdung von dieser zu haben ist. Eine Überwindung der Entfremdung ist so also nicht möglich. Gesellschaft und Kultur setzen Entfremdung voraus, brauchen sie geradezu. Der Einzelne kann sich der Entfremdung bedingt entziehen, indem er sich der Gesellschaft entzieht, sich auf Geist und Kunst konzentriert, sich von der Erwerbsarbeit fernhält. Allgemein beschreiben Horkheimer und Adorno als Folgen der Entfremdungsprozesse:
1. Verlust des autonomen Verhältnisses zum Entfremdeten (Fremdbestimmtheit)
2. Verunmöglichung der unmittelbaren Erfahrung des Entfremdeten (Erfahrung der Totalität)
3. Aufgabe einer Erkenntnis, welche die Sache wirklich trifft (Schein, Verblendung)
4. Verdrängung und Verleugnung des Entfremdeten. Letzteres gilt insbesondere für die Entfremdung des Menschen von seiner inneren Natur (Triebverzicht).

Wie Erich Fromm sagen auch Adorno und Horkheimer, dass die Masse nicht nur durch ihre Arbeitsbedingungen entfremdet ist, sie ist es auch in ihrer Freizeit. Hinsichtlich der Entfremdung gibt es keine Trennung von Arbeit und Freizeit mehr. Freizeit ist Trägheit, Vergnügen, Konsum, Unterhaltung, Zerstreuung und dergleichen mehr. Das Stichwort hierzu ist Kulturindustrie.

„Kulturindustrie vermag zum einen, Kultur, Kunst der Industrie, der Verwertung zu unterwerfen und zum anderen mit genau dieser industrialisierten Kultur die Individuen in der Entfremdung zu halten, und zwar unter dem Beifall des Publikums.“

In der ästhetischen Theorie Adornos wird der Gedanke entwickelt, dass es ohne Entfremdung keine Kunst gäbe und ohne Kunst käme es zur totalen Entfremdung. So ist die Kunst ein Produkt der Entfremdung und ein Ort der Befreiung von ihr zugleich. Die generelle Ohnmacht der Kunst habe sich jedoch am deutlichsten im Faschismus erwiesen und erweist sich immer noch in der Universalität der Warenproduktion, die durch Arbeit und Geld Ergebnis und Ursache von Entfremdung ist. Kunst ist deshalb ohnmächtig, weil sie sich aus der Empirie befreit und so über sie auch keine Macht hat, der Empirie vielmehr die Vormacht lässt. Je weniger sich die Kunst der Gesellschaft gegenüberstellt und je mehr sie sich einbinden lässt, affirmativ ist, desto eher treibe Kunst die Entfremdung sogar noch voran. Kunst unterliege einer Aporie, nach der sie zur Affirmation verkommt, wenn sie sich der Gesellschaft öffnet, aber harmlos und ohne Einfluss bleibt, wenn sie sich der Gesellschaft entzieht und verschließt. So lässt sich nichts weiter konstatieren, als dass Gesellschaft und Kunst mit der Entfremdung in ihre je eigene Katastrophe gehen. Kunst müsse sich entweder selber abschaffen, abgeschafft werden oder „verzweifelt sich fortsetzen“.
Kunst könne also nicht Macht gegen Entfremdung sein, könne aber „Bewußtsein des anderen sein, seine selbstverdinglichte, zum Produkt geronnene Realität.“ (Trebeß 2001, S. 162) Sie kann einen Entwurf eines Lebens ohne Entfremdung darstellen, ohne dass sie sich im Bereich der Praxis realisiere. Kunst stelle das Leiden an der Entfremdung dar und ermögliche ein individuelles und natürliches Verwirklichen. Das Verwirklichen der Individuen und auch das der Natur sei in der Gesellschaft unterdrückt, dagegen protestiere die Kunst und sei dadurch Entwurf des Besseren, des Glücks, der Wahrheit, des Nutzlosen. Kunst sei das Aushalten der Entfremdung.
Für den Soziologen und Philosophen Arnold Gehlen kompensiert die Kunst der Moderne die Belastungen, die den Menschen in der modernen, durchbürokratisierten Gesellschaft aufgetragen werden. Allerdings ist nicht jede Kunst zur Entlastung in der Lage, sondern nur Kunst, die nicht in bloßen emotionalen Affektausdrücken besteht. Den Expressionismus beurteilte Gehlen daher negativ.
Das Aushalten und der Widerstand gegen die Entfremdung durch das Subjekt, wie das bei Adorno beschrieben wird, ist für Jean Baudrillard wiederum die einzige Möglichkeit, überhaupt noch Subjekt zu sein und seine Identität zu bewahren. Das heißt andersherum: „Subjektivität braucht Entfremdung.“ (Trebeß 2001, S. 192). So kommt es dazu, dass Baudrillard einen Verlust der Entfremdung zugunsten der Fraktalität, der Zersplitterung und des Verlöschens des Einzelnen beklagt. Wenn die Entfremdung noch ein Leiden an ihr provozierte, das Problem der menschlichen Existenz stellte, so verschwinde dieses Leiden und Existieren in der allumfassenden Vernetzung durch Kommunikation. Befriedigt wird aber festgestellt, dass letztlich doch ein Gefühl der Entfremdung bleibe.
Um 1968 verbreiteten sich Ideen der Situationisten, die der Entfremdung durch eine Aufhebung der Trennung zwischen Kunst und Leben begegnen wollen. Ihr Begriff von Entfremdung umfasst alle Bereiche des Lebens, die einer „Herrschaft der Ware“ unterworfen seien: Nicht nur die Entfremdung des Arbeiters von seinem Produkt wie bei Marx, sondern auch und hauptsächlich die Entfremdung und Trennung der Subjekte voneinander im Alltagsleben (siehe auch: Verkaufspsychologie) sei entscheidend in einer Zeit, die die Gesellschaft als rationale Menge von kybernetischen (Wirtschafts-)Kreisläufen ansieht. Solche Ideen stehen aber auch insgesamt für die 68er-Bewegung, die im rationalisierten Leben der Moderne nicht Wohlstand und offene Gesellschaft, sondern eher eine „Technokratie“ mit einem System „repressiver Toleranz“ (Herbert Marcuse) konstatierte.
Der Begriff der Entfremdung wurde in der weiteren Entwicklung der Kritischen Theorie ähnlich wie das Konzept der „Totalität“ und der „Verdinglichung“ einer grundlegenden Kritik unterzogen (Sölter 1996).

## Gesundheitliche Auswirkungen
Die zunehmende Entfremdung des modernen Menschen wird für eine Vielzahl von Krankheiten verantwortlich gemacht, die oft unter dem Begriff der „Zivilisationskrankheiten“ zusammengefasst werden. Hierzu zählen sowohl physische, als auch psychische Erkrankungen. Ursache ist, dass Körper und Geist für ein Leben wie vor der neolithischen Revolution gemacht sind und für ein Leben in der modernen Welt nicht angepasst sind, da die biologische Evolution des Menschen der rasenden Weiterentwicklung der Welt hinterherhinkt.

### Psychische Krankheiten
Für verschiedene psychische Störungen sind Entfremdungsphänomene zentral. So kann beispielsweise die Entfremdung eines Kindes von einem Elternteil als Eltern-Kind-Entfremdung diagnostiziert werden, die entfremdete Wahrnehmung der eigenen Person als Depersonalisation und die entfremdete Wahrnehmung der Realität als Derealisation.
Übertriebener Triebverzicht kann als Entfremdung von den eigenen körperlichen und emotionalen Grundbedürfnissen Auslöser für eine psychische Störung sein.
Die zunehmende Entfremdung des Menschen von der Natur wird für eine Vielzahl von psychischen Störungen verantwortlich gemacht, so zum Beispiel Depressionen und Angststörungen (siehe auch: Natur-Defizit-Syndrom).

### Gegenmaßnahmen
Manche Menschen führen ein einfaches Leben mit freiwilligem Verzicht, um die verschiedenen Formen der Entfremdung in ihrem Lebensalltag zu minimieren. Die philosophische und politische Strömung des Primitivismus sieht das einfache Leben als Ideal für die gesamte Gesellschaft an, unter anderem deshalb, um den negativen Folgen weltweiter Entfremdung entgegenzuwirken.

## Kritik am theoretischen Konstrukt der „Entfremdung“
Begriff und Konzept der Entfremdung wurden vielfach kritisiert, in jüngerer Zeit etwa von Karl-Heinz Ott, der argumentiert, dass der Begriff oft auf Geschichtsklitterung bzw. einer Idealisierung und Romantisierung vergangener Zustände beruhe: „[...] in dem Moment, wo wir einen Entfremdungsbegriff etablieren, nähren wir den Glauben, es gebe auf der einen Seite das Echte, Gute und Gesunde, auf der andern das Falsche, Kranke und Dekadente. Man baut sich ein Idealbild, an dem gemessen auch recht angenehme Verhältnisse verrottet aussehen. Was passiert, wenn man das Idealbild mit Gewalt verwirklichen will, wissen wir spätestens seit dem 20. Jahrhundert.“